# طواف بولندا 2010
طواف بولندا 2010 هو سباق دراجات هوائية أقيم بتاريخ 1 – 7 أغسطس، تكون السباق من 7 مراحل وامتدّ لمسافة 1256.5 كم بسرعة 41.140 كم/س، استغرق السباق 30 ساعة 38 دقيقة 48 ثانية. فاز به الأيرلندي دان مارتن وحلّ ثانيا قريقا بولي بينما حصل على المركز الثالث الهولندي باوك موليما.

## الترتيب
| م                     | الدرّاج      | البلد           | الزمن                     |
| --------------------- | ----------- | --------------- | ------------------------- |
| الفائز بالترتيب العام | دان مارتن   | جمهورية أيرلندا | 30 ساعة 38 دقيقة 48 ثانية |
| الثاني                | قريقا بولي  | سلوفينيا        |                           |
| الثالث                | باوك موليما | هولندا          |                           |
| حسب النقاط            | ألان ديفيس  | أستراليا        | -                         |